# And I Am Telling You I'm Not Going
„And I Am Telling You I'm Not Going” este un cântec scris pentru musicalul Dreamgirls, interpretat inițial de Jennifer Holliday în 1982. Versiunea interpretată de Jennifer Hudson în filmul adaptara cinematografică a musicalului de succes a fost lansată în 2006. Piesa a fost inclusă pe coloana sonoră a filmului și lansată ca cel de-al doilea single al materialului, în paralel cu „Listen”, interpretat de Beyoncé Knowles. În timp ce „Listen” s-a bucurat de succes într-o serie de regiuni europene, piesa lui Hudson a fost apreciată în Statele Unite ale Americii, unde a reușit să surclaseze înregistrarea lui Beyoncé în trei ierarhii importante, printre care și Billboard Hot 100. Cântecul a fost interpretat în duet cu Jennifer Holliday la gala premiilor BET Awards din anul 2007.